# Картули Пилми
„Картули Пилми“ (на грузински: ქართული ფილმი) е грузинско филмово студио.
Основано е през 1921 година на основата на няколко национализирани грузински студия, възникнали в началото на XX век. „Картули Пилми“ се превръща в един от най-активните центрове на филмово производство в Съветския съюз. За своето съществуване студиото издава над 800 художествени, 600 документални и 300 анимационни филма.